# Todo por amor
Todo por amor es una telenovela mexicana producida por Argos Televisión para TV Azteca, entre 2000 y 2001. La telenovela es una versión de la telenovela colombiana de 1998 creada por Mónica Agudelo, La madre, siendo adaptado por Ricardo García. Se estrenó a través de Azteca Trece el 27 de enero de 2000 en sustitución de La vida en el espejo y finalizó el 12 de enero de 2001 siendo reemplazado por Amores, querer con alevosía. Del 1° al 2 de febrero de 2000, la telenovela retransmitió sus primeros dos episodios respectivamente, reanudando su emisión a partir del 3 de febrero de 2000.
Está protagonizada por Angélica Aragón, Fernando Luján, Plutarco Haza y Ana de la Reguera, junto con Damián Alcázar como el villano principal; acompañados por Roberto Sosa, Cecilia Suárez, Anna Ciocchetti, Patricia Llaca, Ana Celia Urquidi, Alejandro Calva, Eduardo Arroyuelo, Fabián Corres y Álvaro Guerrero.

## Argumento
Carmén Dávila ha estado casada por 26 años con Enrique, y es madre de cinco hijos, cuyas edades van desde los 10 hasta los 24 años. A pesar de que Carmen aparentemente lleva una feliz vida familiar, no todo es lo que parece. Ella descubrirá que una vida dedicada a amar y entregar no garantiza la felicidad. Carmen luchará por sacar adelante a sus hijos, a pesar de los peligros que se ciernen sobre ellos, y en su tarea contará con la ayuda de Gonzalo, un viudo amable que significará para Carmen una nueva forma de amar.

## Reparto

### Principales
- Angélica Aragón como Carmen Dávila
- Fernando Luján como Gonzalo Robles
- Plutarco Haza como Javier Villegas Torreblanca
- Ana de la Reguera como Lucía García Dávila
- Damián Alcázar como Mariano Ayala
- Roberto Sosa como Camilo Sánchez
- Cecilia Suárez como Carmina «Mina» García Dávila
- Anna Ciocchetti como Regina Olazábal de la Colina
- Patricia Llaca como Raquel
- Laura Luz como Graciela
- Claudia Lobo como Martha
- Lourdes Villarreal como Lola
- Joaquín Garrido como Andrés
- Ana Celia Urquidi como Esther
- Alejandro Calva como Álvaro
- Eduardo Arroyuelo como Sergio García Dávila
- Gian Piero Díaz como Francisco García Dávila
- Alex Perea como Enrique «Quique» García Dávila
- Vanessa Ciangherotti como María Robles
- Manuel Blejerman como Emilio
- Mauricio Fernández como Miguel
- Álvaro Guerrero como Enrique García
- Fabián Corres como Manuel Iriarte
- Francisco de la O como Luis Madrazo
- Carmen Madrid como Marlene
- Elizabeth Guindi como Amalia
- Guillermo Ríos como Onésimo Ríos
- Carlos Torres Torrija como Suárez

### Recurrentes e invitados especiales
- Irene Azuela como Marisol
- Juan Carlos Barreto como Ramiro
- Gabriel Porras como Alejandro
- Jorge Cáceres como Armando
- José María Yazpik como Mateo
- Margarita Gralia como Laura
- Carmen Beato como Mercedes «Meche»
- Luis Felipe Tovar como Adolfo Mancera

## Producción
La producción y el rodaje de la telenovela inició el 29 de noviembre de 1999, en una locación en la Colonia Roma, de la Ciudad de México. La producción tenía contemplado un total de 120 episodios para su emisión, sin embargo, Epigmenio Ibarra anunció en septiembre de 2000 que la telenovela se alargaría hasta enero de 2001, aumentando la cantidad de episodios planeados originalmente. Todo por amor fue la última telenovela del primer acuerdo de coproducción de Argos Comunicación y TV Azteca desde 1994, finalizando el mismo día de su episodio final.